# 회색긴꼬리쥐
회색긴꼬리쥐(Sicista pseudonapaea)는 뛰는쥐과에 속하는 설치류의 일종이다. 카자흐스탄의 토착종이다. 자연 서식지는 온대 숲이다.